# Classe C (1913)
Cet article concerne la classe renommée en 1913. Pour autres classes de destroyers, voir classe C (destroyer).
La Classe C, telle que désignée à partir de 1913, était un groupe hétérogène de 40 destroyers-torpilleurs de différentes classes de la Royal Navy construites dans la fin des années 1890.

Elle réunissait les bâtiments ayant une vitesse de 30 nœuds et possédant trois cheminées et un gaillard d'avant caractéristique.

La nomenclature d'appellation des destroyers-torpilleurs de 30 nœuds classa les quatre cheminées en classe B et les deux cheminées en classe D.

## Conception
Tous sont alimentés par des machines à vapeur à triple expansion avec des chaudières aquatubulaires alimentées au charbon. Certains navires seront équipés de turbines à vapeur améliorant considérablement leur puissance.

Leur armement est identique à la Classe B.

## Les bâtiments
- Classe Star : construction Palmers Shipbuilding and Iron Company à Jarrow
  - HMS Star : lancé le 11 août 1896, vendu pour démolition le 10 juin 1919.
  - HMS Whiting : lancé le 26 août 1896, vendu pour démolition le 27 novembre 1919.
  - HMS Bat : lancé le 7 octobre 1896, vendu pour démolition le 30 août 1919.
  - HMS Chamois : lancé le 9 novembre 1896, sombré le 26 septembre 1904.
  - HMS Crane : lancé le 17 décembre 1896, vendu pour démolition le 10 juin 1919.
  - HMS Flying Fish : lancé le 4 mars 1897, vendu pour démolition le 30 août 1919.
  - HMS Fawn : lancé le 13 avril 1897, vendu pour démolition le 23 juillet 1919.
  - HMS Flirt : lancé le 15 mai 1897, torpillé le 27 octobre 1916.

- Classe Bullfinch : construction Earle's Shipbuilding à Kingston-upon-Hull
  - HMS Bullfinch : lancé le 10 février 1898, vendu pour démolition le 10 juin 1919.
  - HMS Dove : lancé le 21 mars 1898, vendu pour démolition le 24 janvier 1920.

- Classe Violet : construction William Doxford & Sons à Sunderland
  - HMS Violet : lancé le 3 mai 1897, vendu pour démolition le 7 juin 1920.
  - HMS Sylvia : lancé le 3 juillet 1897, vendu pour démolition le 23 juillet 1919.
  - HMS Lee : lancé le 27 janvier 1899, fait naufrage  le 5 octobre 1909.

- Classe Avon : construction Vickers Limited à Barrow-in-Furness
  - HMS Avon : lancé le 10 octobre 1896, vendu pour démolition le 1er juillet 1920.
  - HMS Bittern : lancé le 1er février 1897, coulé le 4 avril 1918.
  - HMS Otter : lancé le 23 novembre 1896, vendu pour démolition le 26 octobre 1916.
  - HMS Leopard : lancé le 27 mars 1897, vendu pour démolition le 10 juin 1919.
  - HMS Vixen : lancé le 29 mars 1900, vendu pour démolition le 17 mars 1921.

- Classe Brazen : construction John Brown & Company de Clydebank
  - HMS Brazen : lancé le 3 juillet 1896, vendu pour démolition le 4 novembre 1919.
  - HMS Electra :  lancé le 14 juillet 1896, vendu pour démolition le 29 avril 1920.
  - HMS Recruit : lancé le 22 août 1896, torpillé le 1er mai 1915 par UB-6.
  - HMS Vulture :  lancé le 22 mars 1898, vendu pour démolition le 27 mai 1919.
  - HMS Kestrel :  lancé le 25 mars 1898, vendu pour démolition le 17 mars 1921.

- Classe Mairmaid : construction Hawthorn Leslie and Company à Newcastle upon Tyne
  - HMS Cheerful : lancé le 14 juillet 1897, coulé sur mine le 30 juin 1917.
  - HMS Mermaid : lancé le 22 février 1898, vendu pour démolition le 23 juillet 1919.
  - HMS Greyhound : lancé le 6 octobre 1900, vendu pour démolition le 10 juin 1910.
  - HMS Racehorse : lancé le 8 novembre 1900, vendu pour démolition le 23 mars 1920.
  - HMS Roebuck: lancé le 4 janvier 1901, vendu pour démolition en 1919.

- Classe Gipsy : construction Fairfield Shipbuilding and Engineering Company à Govan
  - HMS Gipsy : lancé le 9 mars 1897, vendu pour démolition le 17 mars 1921.
  - HMS Fairy : lancé le 25 septembre 1897, coulé le 31 mai 1918
  - HMS Osprey : lancé le 7 avril 1897, vendu pour démolition le 4 novembre 1919.
  - HMS Leven : lancé le 28 juin 1898, vendu pour démolition le 14 septembre 1920.
  - HMS Falcon : lancé le 29 décembre 1899, coulé le 1er avril 1918.
  - HMS Ostrich : lancé le 22 mars 1900, vendu pour démolition le 29 avril 1920.

- Spécial John Brown :construction John Brown & Company de Clydebank
  - HMS Thorn : lancé le 10 mars 1900, vendu pour démolition en 1919.
  - HMS Tiger : lancé le 19 mai 1900, naufrage le 2 avril 1908.
  - HMS Vigilant : lancé le 16 août 1900, vendu pour démolition le 10 février 1920.

- Spécial Thornycroft : construction John I. Thornycroft & Company

construction John I. Thornycroft & Company
- HMS Albatross : lancé le 19 juillet 1898, vendu pour démolition le 10 février 1920.

- Classe Viper : (Turbines à vapeur) construction Hawthorn Leslie and Company Newcastle upon Tyne
  - HMS Viper : lancé le 6 septembre 1899, naufrage le 3 août 1901.
  - HMS Velox (ex-Python) : lancé le 11 février 1902, coulé sur mine le 25 octobre 1915.